# Coussay-les-Bois
Coussay-les-Bois é uma comuna francesa na região administrativa da Nova Aquitânia, no departamento de Vienne. Estende-se por uma área de 43,32 km². Em 2010 a comuna tinha 996 habitantes (densidade: 23 hab./km²).